# Casearia tachirensis
Casearia tachirensis, Nombres comunes: “suerpo - guayacán”  (Mahecha, E. 2004) es una especie de planta fanerógama perteneciente a la familia de las salicáceas.

## Descripción
Se encuentra en la vertiente occidental de la cordillera oriental y en el departamento de Cundinamarca entre los 2000 y los 2600 m s. n. m. Este árbol alcanza los 25 m de altura.
Presenta hojas simples, alternas y helicoidales, de borde aserrado y nervadura penninervada con pequeñas estípulas libres.
Las inflorescencias son fascículos axilares de flores hermafroditas color blanco y el fruto es una drupa carnosa cada una con una semilla.   (Mahecha, E. 2004)

## Usos
Es una especie alimenticia ya que sus frutos son consumidos por el hombre y los animales silvestres.
Es una especie dendroenergética que sirve como leña y para obtener carbón  (Mahecha, E. 2004)

## Taxonomía
Casearia tachirensis fue descrita por Julian Alfred Steyermark y publicado en Fieldiana, Botany 28: 406, en el año 1952.